# Bebelis fasciata
Bebelis fasciata är en skalbaggsart som först beskrevs av Fisher 1947. Bebelis fasciata ingår i släktet Bebelis och familjen långhorningar.
Artens utbredningsområde är Panama. Inga underarter finns listade.